# Ismael Urzaiz
Ismael Urzaiz (ur. 7 października 1971 w Tudeli) – hiszpański piłkarz grający na pozycji napastnika, wychowanek Realu Madryt. W reprezentacji Hiszpanii zadebiutował 9 października 1996 w zremisowanym bezbramkowo meczu przeciwko Czechom, rozegrał w niej w sumie 25 spotkań, 8 razy wpisując się na listę strzelców. W Primera División zadebiutował w 1989 roku w wieku 18 lat. Występował jedynie w rodzimej lidze, w której do tej pory zdołał zdobyć 132 bramki. Największym sukcesem Ismaela jest zdobycie w 1991 roku z Realem Madryt Copa del Rey. W 2008 roku zakończył piłkarską karierę.